# Pablo-Neruda-Büste (Bremen)

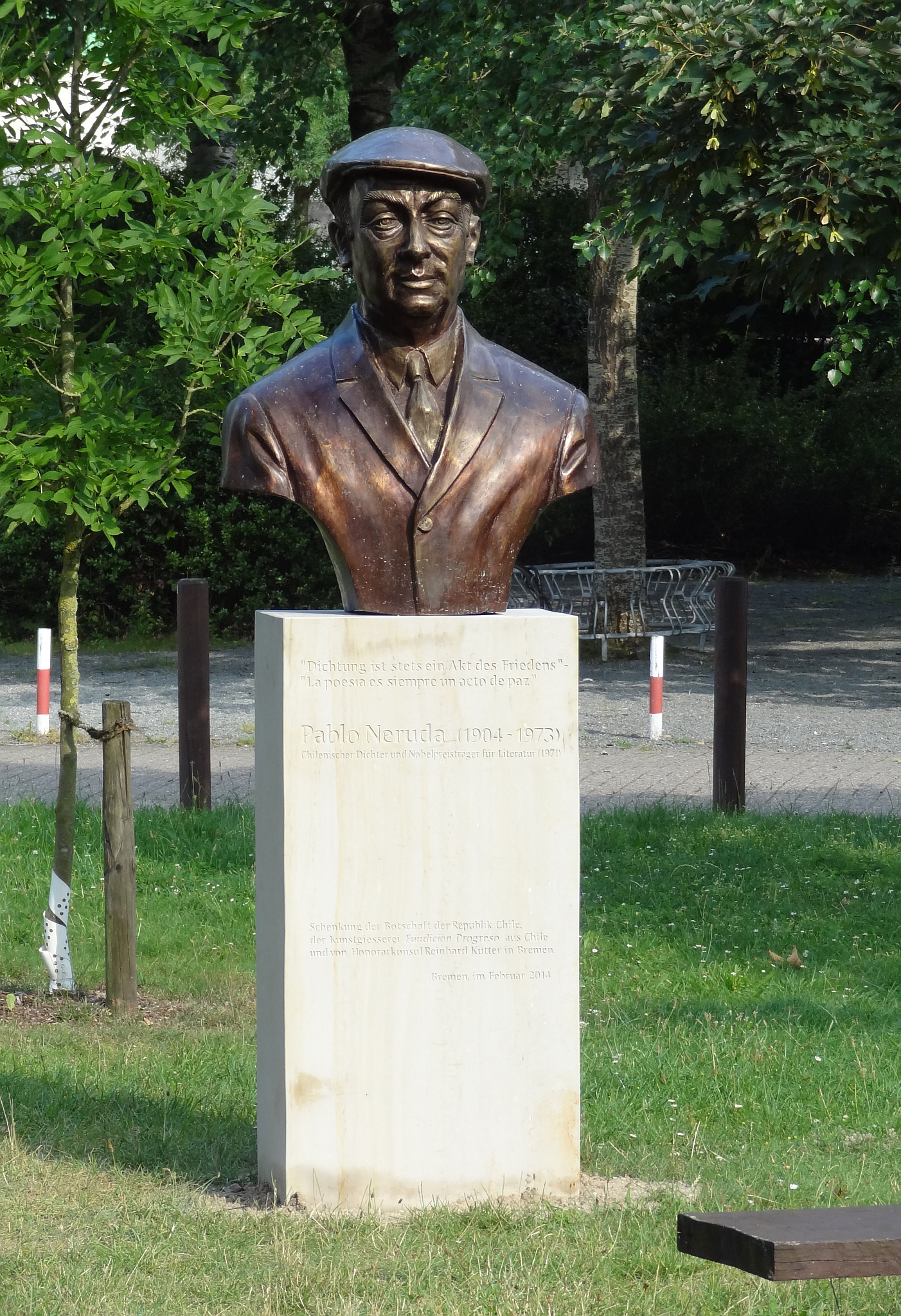
Neruda-Büste

Die  Pablo-Neruda-Büste in Bronze in Bremen-Horn-Lehe auf dem Campus der Universität Bremen, Enrique-Schmidt-Straße wurde 2014 als Stiftung der Republik Chile aufgestellt und wird in der Liste der Denkmale und Standbilder der Stadt Bremen geführt.
Im Auftrag der Republik Chile fertigte der Bildhauer José Caroca die Büste zum Gedenken an Pablo Neruda (1904–1973). Der sozialistische chilenische Dichter und Schriftsteller setzte sich gegen den Faschismus in seinem Heimatland und in Spanien ein. 1971 erhielt er den Nobelpreis für Literatur mit der Begründung: „… für eine Poesie, die mit der Wirkung einer Naturkraft Schicksal und Träume eines Kontinents lebendig macht“. 1969 wurde Neruda als Präsidentschaftskandidat der Kommunisten nominiert, er verzichtete aber zugunsten des favorisierten Sozialisten und Freundes Salvador Allende.
Koordinaten: 53° 6′ 25,4″ N, 8° 51′ 18,8″ O